# Histoires courtes d'Akira Toriyama
Akira Toriyama Histoires Courtes (鳥山明○作劇場) est une série de mangas édités en France par Glénat. Il s'agit d'histoires courtes dessinées et écrites par Akira Toriyama, l'auteur de Dragon Ball et Dr Slump. Trois volumes ont été publiés.

## Albums

### Volume 1 (1998)
- Wonder Island: L'Île merveilleuse
- Wonder Island: L'Île merveilleuse 2
- L'Inspecteur Tomato
- Pola and Roïd
- Mad Matic
- Chobit : Bienvenue au village Ton-Ton
- Chobit : Son nom est Chobit
- Chobit : Je ne peux plus rentrer chez moi !
- Chobit 2

### Volume 2 (1998)
- L'île d'Haïraï aujourd'hui
- Escape, l'évasion
- Pink, les pirates de la pluie
- Dragon Boy : Première partie
- Dragon Boy : Deuxième partie
- Les aventures de Tongpoo (The Adventure of Tongpoo)
- Mister Hô
- Kennosuké, le petit samouraï
- Sonchoh : Appelez-moi "monsieur le maire"

### Volume 3 (1999)
- Mamejiro
- Soramaru, le petit ninja
- Cashman, combattant rémunéré : Première partie
- Cashman, combattant rémunéré : Deuxième partie
- Cashman, combattant rémunéré : Troisième partie
- Dub and Peter : 1re partie
- Dub and Peter : 2e partie
- Dub and Peter : 3e partie
- Dub and Peter : 4e partie
- Go! Go! Ackman, vas-y Ackman : 1re partie
- Go! Go! Ackman, vas-y Ackman : 2e partie
- Go! Go! Ackman, vas-y Ackman : 3e partie
- Go! Go! Ackman, vas-y Ackman : 4e partie
- Go! Go! Ackman, vas-y Ackman : 5e partie
- Go! Go! Ackman, vas-y Ackman : 6e partie
- Go! Go! Ackman, vas-y Ackman : 7e partie
- Go! Go! Ackman, vas-y Ackman : 8e partie
- Go! Go! Ackman, vas-y Ackman : 9e partie
- Go! Go! Ackman, vas-y Ackman : 10e partie
- Go! Go! Ackman, vas-y Ackman : 11e partie